# Fockruimte
De (of een) Fockruimte is een wiskundig begrip dat gebruikt wordt in de kwantumveldentheorie, de tak van de theoretische natuurkunde die fenomenen uit de deeltjesfysica tracht te verklaren.

## Hilbertruimte
De kwantummechanica modelleert de toestand van een deeltje door een element van een Hilbertruimte H, typisch een verzameling van complexe functies op een klassieke (d.w.z. niet-kwantummechanische) toestandsruimte zoals de vierdimensionale ruimtetijd van de relativiteitstheorie. De toestand van een systeem van n deeltjes is dan een complexe functie op een n-voudig product van toestandsruimten. Hiermee komt het n-voudig tensorproduct van Hilbertruimten overeen.
In de kwantumveldentheorie is het aantal deeltjes n echter zelf gekwantiseerd: deeltjes kunnen in de loop van een experiment gecreëerd of geannihileerd worden. Om de toestand van een veranderlijk aantal deeltjes te modelleren gebruikt men een (aftelbaar) oneindige directe som van n-voudige tensorproducten.
{\displaystyle F=\bigoplus _{n=0}^{\infty }{\bigotimes }^{n}H}
Dit concept is voor het eerst geïntroduceerd in 1932 door de Russische natuurkundige Vladimir A. Fock en wordt daarom Fockruimte genoemd.

## Symmetrie
Dit Fockruimte-model houdt nog geen rekening met de onderlinge verwisselbaarheid van de deeltjes. Elementaire deeltjes met half-oneven spin, zoals elektronen, hebben de eigenschap dat een verwisseling van twee identieke deeltjes overeenkomt met een omkering van het teken van de toestand. Dit is het wiskundige gevolg van het uitsluitingsprincipe van Pauli en men noemt dergelijke deeltjes fermionen.
De Hilbertruimte voor het modelleren van twee of meer fermionen is niet meer het n-voudige tensorproduct zelf, maar de quotiënt-Hilbertruimte na het uitdelen over de antisymmetrie-relatie {\displaystyle \sim _{a}:x\otimes y+y\otimes x=0}; deze quotiëntruimte heet antisymmetrisch tensorproduct.
{\displaystyle H\ \Lambda \ H=H\bigotimes H/\sim _{a}}
Elementaire deeltjes met half-even (dus gehele) spin, zoals fotonen, hebben de eigenschap dat een verwisseling van twee identieke deeltjes overeenkomt met de identieke toestand. Men noemt dergelijke deeltjes bosonen. De Hilbertruimte voor het modelleren van twee of meer bosonen is het quotiënt van het n-voudige tensorproduct over de symmetrie-relatie {\displaystyle \sim _{s}:x\otimes y-y\otimes x=0} en ze heet symmetrisch tensorproduct.
{\displaystyle H\ S\ H=H\bigotimes H/\sim _{s}}
De aftelbaar oneindige directe som van dergelijke quotiëntruimten is dan de antisymmetrische respectievelijk symmetrische Fockruimte.
{\displaystyle F_{a}=\bigoplus _{n=0}^{\infty }{\Lambda }^{n}H}
{\displaystyle F_{s}=\bigoplus _{n=0}^{\infty }{S}^{n}H}
Hierbij wordt telkens verstaan dat de eerste term in de oneindige directe som {\displaystyle {\otimes }^{0}H=\Lambda ^{0}H=S^{0}H=\mathbb {C} } het scalairenlichaam der complexe getallen is. Hij komt overeen met de kwantummechanische amplitude van het vacuüm, d.w.z. de afwezigheid van deeltjes.